# Oxintes (rei d'Atenes)
Oxintes (en grec antic Οξύντης), va ser el tretzè rei mític d'Atenes, fill de Demofont i Fil·lis i, per tant, net de Teseu.
Va tenir dos fills, Afeidas i Timetes. Afeidas el va succeir, i al cap d'un any va ser rei Timetes, l'últim descendent de Teseu al tron d'Atenes.